# Villard-sur-Doron
Villard-sur-Doron è un comune francese di 670 abitanti situato nel dipartimento della Savoia della regione dell'Alvernia-Rodano-Alpi.
Come si evince dal nome, il suo territorio è bagnato dalle acque del fiume Doron de Beaufort.

## Società

### Evoluzione demografica
Abitanti censiti